# Bhagwant Nagar
Bhagwant Nagar – miasto w północnych Indiach w stanie Uttar Pradesh, na Nizinie Hindustańskiej.
Populacja miasta w 2001 roku wynosiła 6166 mieszkańców.